# Parioli Challenger 1982
Il Parioli Challenger 1982 è stato un torneo di tennis facente parte della categoria ATP Challenger Series nell'ambito dell'ATP Challenger Series 1982. Il torneo si è giocato a Parioli in Italia dal 19 al 25 aprile 1982 su campi in terra rossa.

## Vincitori

### Singolare
Corrado Barazzutti ha battuto in finale  Alejandro Ganzábal con il punteggio di 6–3, 2–6, 6–1

### Doppio
Iván Camus /  Gabriel Urpi hanno battuto in finale  Guillermo Aubone /  Fernando Maynetto con il punteggio di 3–6, 6–4, 6–3